# Sleaford
Sleaford är en stad och en civil parish i North Kesteven, Lincolnshire, England. Orten har 14 494 invånare (2001).